# پیاده‌روی در ممفیس
«پیاده‌روی در ممفیس» (به انگلیسی: Walking in Memphis) ترانه‌ای‌ست از مارک کُوْن، خواننده/ترانه‌سرای اهل ایالات متحدهٔ آمریکا. این قطعه که آهنگ امضای کُون به‌شمار می‌آید در سی و چهارمین دورهٔ جوایز گرمی (۱۹۹۲) نامزد «گرمی بهترین آهنگ سال» بود و در نهایت جایزهٔ «گرمی بهترین هنرمند جدید» را برای او به ارمغان آورد.
شعر «پیاده‌روی در ممفیس» زندگی‌نامه‌ای است و سفر سال ۱۹۸۵ کُون گمنام و جویای نام به ممفیس را روایت می‌کند. او پس از بازدید از کلیسایی که اَل گرین آن‌جا موعظه می‌کرد، خانهٔ سابق الویس پرسلی در گریسلند، یک کلوپ شبانهٔ کوچک در می‌سی‌سی‌پی و گشت و گذار در خیابان‌های مختلف مرکز شهر ممفیس به نیویورک بازگشت و نوشتن آهنگ‌هایش را آغاز کرد. ساخت و ضبط قطعه‌ها تا اواخر دههٔ ۸۰ میلادی ادامه داشت و اولین آلبوم کُون که «پیاده‌روی در ممفیس» تک‌آهنگ اصلی آن بود در سال ۱۹۹۱ منتشر شد.
«پیاده‌روی در ممفیس» در سال ۱۹۹۱ تا ردهٔ ۱۳ بیلبورد هات ۱۰۰ صعود کرد و تنها اثر کُون است که در چهل آهنگ برتر آن جدول جایی داشته‌است. این ترانه در زمان انتشارش کانادا تا رتبهٔ سوم، در ایرلند تا ردهٔ هفتم و در استرالیا تا جایگاه یازدهم جدول پرفروش‌ترین‌ها صعود کرد. از آن زمان تاکنون «پیاده‌روی در ممفیس» چندین بار توسط خوانندگان دیگر بازخوانی شده که از آن میان می‌توان به کاور شِر در سال ۱۹۹۵ اشاره کرد.